# Cryptophasa rubescens
Espèce
Cryptophasa rubescens est une espèce de lépidoptère de la famille des Oecophoridae.
On le trouve en Australie.

## Galerie

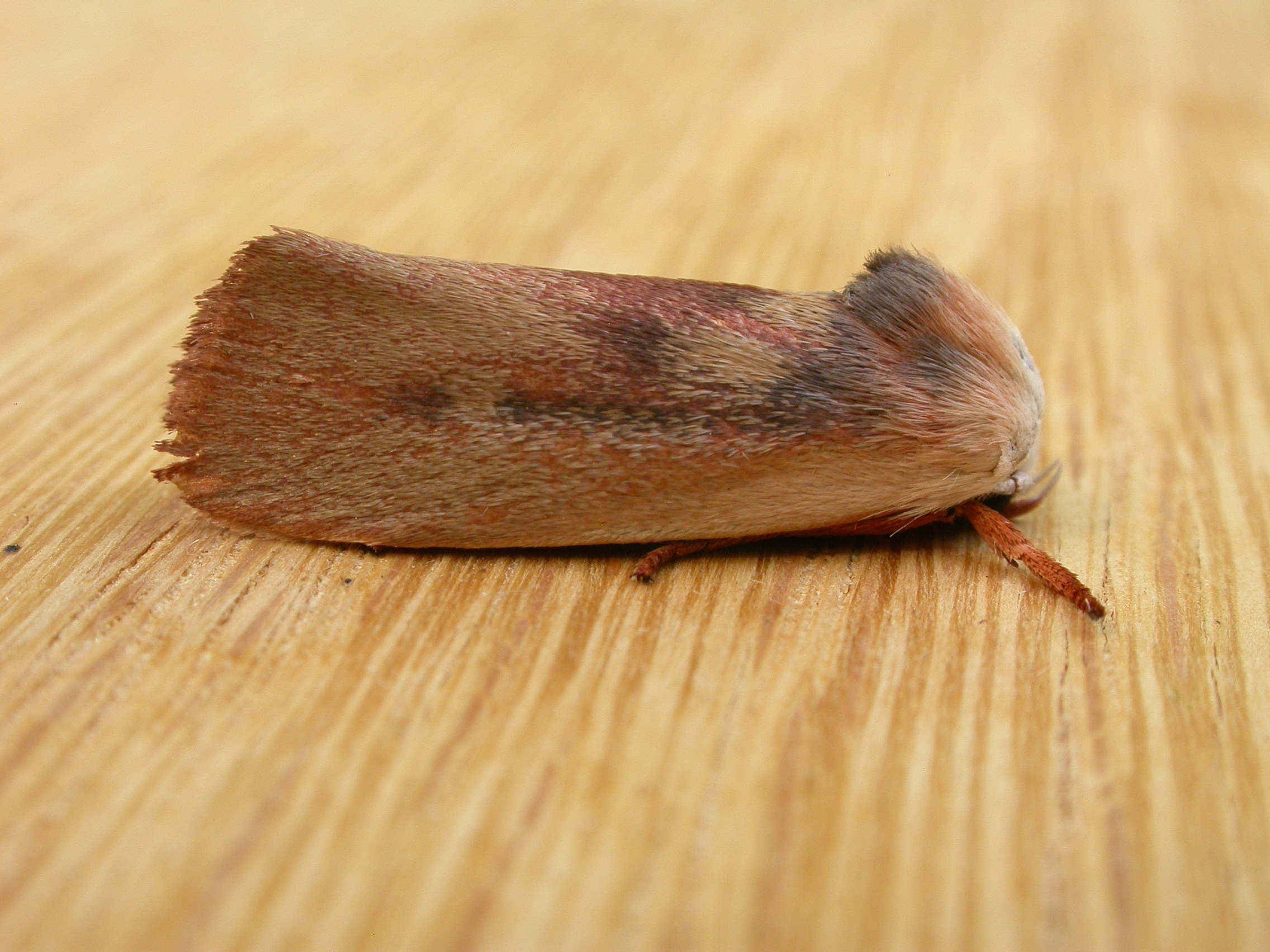
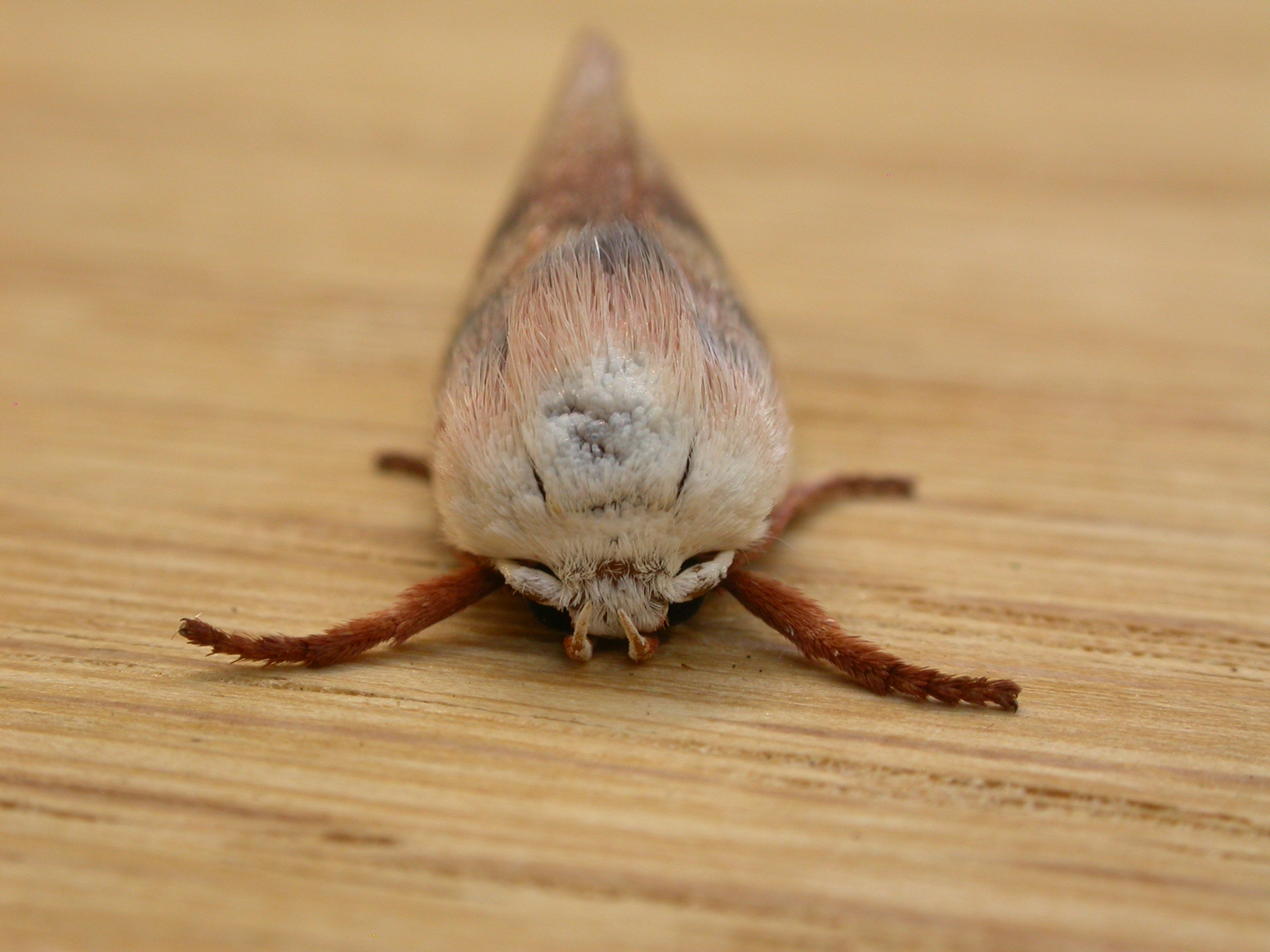